# Ralph Neville (2e comte de Westmorland)
Pour les articles homonymes, voir Ralph Neville.
Ralph Neville (1406 – 3 novembre 1484), 2e comte de Westmorland, est un important seigneur du Nord de l'Angleterre.

## Biographie
Né à Cockermouth en Cumbria où il est baptisé le 4 avril 1406, Ralph Neville est le fils aîné de John Neville et de son épouse Élisabeth Holland. Fils aîné et héritier de Ralph Neville, 1er comte de Westmorland, son père meurt prématurément peu avant le 20 mai 1420,. Ainsi, lorsque son grand-père meurt le 21 octobre 1425, Ralph devient comte de Westmorland. Il est autorisé l'année suivante à prendre possession de son titre et est adoubé à Leicester le 19 mai 1426 par le roi Henri VI.
Au cours des années 1430, Ralph Neville et son frère cadet John engagent une violente guerre privée au sujet de la succession de leur grand-père contre leur oncle Richard Neville, 5e comte de Salisbury et chef de la branche cadette de la famille Neville issue du second mariage du premier comte de Westmorland avec Jeanne Beaufort,. La querelle Neville-Neville prend fin en 1443 par un accord qui consacre la « défaite écrasante » de Ralph Neville, qui ne reprend que le château de Raby.
Sporadiquement impliqué dans la guerre des Deux-Roses du côté de la maison de Lancastre, Ralph Neville reçoit plusieurs commissions pour lever des troupes en 1459 et 1461,, et mobilise ses vassaux en novembre 1460 en prévision de la bataille de Wakefield. Il semble toutefois avoir limité son implication politique pendant les années 1450, peut-être après avoir été atteint de démence. Cela explique pourquoi il est placé sous la garde de son second frère Thomas Neville de Brancepeth.

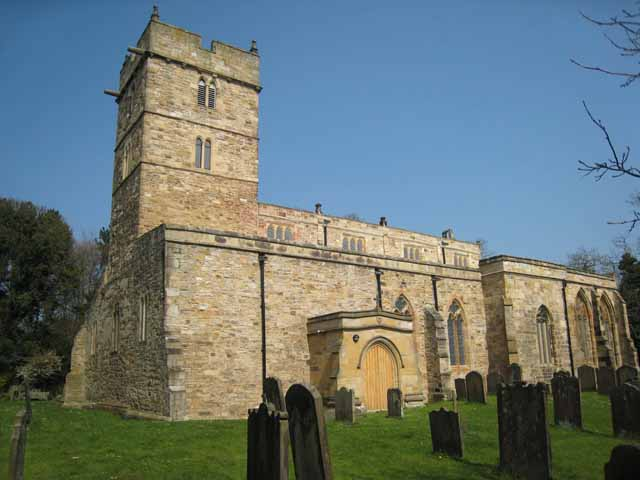
L'église St. Brandon de Brancepeth, où repose Ralph Neville.

Après la mort de Thomas Neville en 1459, on ignore qui reçoit la tutelle du comte de Westmorland. Toutefois, plusieurs documents laissent penser que le futur roi Richard III, alors duc de Gloucester, acquiert au cours des années 1470 un intérêt dans les possessions de Ralph Neville et utilise occasionnellement le château de Raby comme résidence, en raison de sa proximité avec York. Ralph Neville meurt le 3 novembre 1484 et est inhumé dans l'église St. Brandon de Brancepeth.

## Mariages et descendance
En 1426, Ralph Neville épouse Elizabeth Percy, fille d'Henry Percy et veuve de John Clifford, 7e baron de Clifford. Le couple a un fils :
- John Neville (mort avant le 16 mars 1450), épouse Anne Holland.

Veuf le 26 octobre 1436, il se remarie avant février 1442 avec Margaret Cobham, fille et héritière de Reginald Cobham, 3e baron Cobham de Sterborough. Le couple a une fille :
- Margaret Neville, morte en bas âge.

Sans descendance mâle, Ralph Neville a pour héritier son neveu Ralph, fils de son frère cadet John.